# Pedro Andaverez Peralta
Pedro Andaverez Peralta (Coripata, 29 de junio de 1906-1986) fue un héroe militar y promotor cultural boliviano.

## Inicios
Nació en la población de Coripata, hijo de Tomás Landaveri y Rosa Peralta, tras la muerte de su padre la familia se trasladó a Chicaloma.

## Guerra del Chaco
Luchó en la guerra del Chaco bajo el mando del también héroe Bilbao Rioja y fue compañero de Armando Escobar Uría, a quien le salvó la vida.

### Condecoraciones
- Orden del Mérito Militar en el Grado de Caballero,  1936
- Medalla de Guerra, 1936, Cruz de hierro, Medalla de héroe Nacional
- Cóndor de los Andes en Grado Especial, 1964

## Homenajes
En su honor la asociación FUNDAFRO en Bolivia lleva su nombre, desde 2014 la calle 5 de la zona Villa El Carmen en La Paz pasó a llamarse Pedro Andaverez.